# Барроу (остров, Австралия)
Ба́рроу (англ. Barrow Island) — субтропический остров в 50 км к северо-западу от штата Западная Австралия.

## География
Площадь — 202 км².

### Геология
Рельеф острова весьма разнообразен: холмистая известняковая местность, пересохшие ручейки, красный песок, белые дюны, отлогий морской берег, мокрые солончаки, окружающие остров рифы и морская вода бирюзового цвета. На территории острова Барроу очень большое количество подземных пещер, некоторые из которых достигают глубины более 100 м. Воздух в них влажный, и повсюду свисают сталактиты и поднимаются со дна сталагмиты. Высшая точка острова — 65 м. На западе Барроу расположены глубокие овраги и изрезанные волнами утёсы.

### Климат
Климат на острове сравнительно мягкий под действием морских ветров. Лето длится с декабря по февраль, и средняя температура в это время года составляет около 34,2 °C, хотя иногда доходит и до 40 °C. Ночью температура падает до около 24,8 °C. Остров Барроу расположен в зоне циклонов, которые длятся с ноября по апрель. В это время года идут сильные дожди. Среднегодовое количество осадков — около 320 мм. Зимы на острове сухие и мягкие, средняя температура колеблется между 17 и 25 °C.
На острове 10 апреля 1996 года во время циклона Оливия зафиксирована максимальная скорость ветра на Земле за историю метеонаблюдений. Она составляла 113 м/с (408 км/ч).

### Флора и фауна
Из-за сравнительно засушливого климата растительность на острове редкая и зависит от формы рельефа, толщины почвы и близости к океану. В целом на Барроу произрастает 227 видов растений, включая ипомею, гибискус и некоторые виды суккулентов. Девяносто процентов суши покрыто травой лат. Spinifex longifolius.
На острове обитает 15 видов наземных млекопитающих, 7 видов морских млекопитающих (включая дюгоней), 110 видов птиц, 54 вида рептилий и один вид лягушки. Из них 8 видов — сумчатые животные. Ежегодно на Барроу откладывает свои яйца зелёная морская черепаха.
В известняковых пещерах острова обитает большое количество подземных животных, некоторые из которых находятся под угрозой исчезновения или являются эндемиками.

## История
Археологические раскопки в пещере Буди (Boodie Cave) показали, что аборигены прибыли на остров от 46 200 до 51 100 лет назад. Остатки съеденных моллюсков были датированы возрастом 42 500 лет назад.
Остров Барроу был открыт французским путешественником Никола Боденом в 1803 году, который по ошибке принял его за материковую часть Австралии. В 1816 году английский исследователь Филип Паркер Кинг назвал остров в честь Джона Барроу, Второго секретаря Адмиралтейства и основателя Королевского географического общества.
Вплоть до XIX века из-за дефицита пресной воды остров оставался необитаем, по крайней мере, на нём отсутствуют следы австралийских аборигенов. Позже он использовался голландцами в качестве торгового поста по продаже рабов.
В 1908 году остров Барроу стал государственным заповедником. С этих пор его в основном посещали различные научные экспедиции, изучавшие местную флору и фауну. Однако после испытания Великобританией атомного оружия на островах Монтебелло остров Барроу стал закрытой зоной. Ограничения были сняты только в 1962 году.
В июне 1947 года на острове «Австралийской автомобильной нефтяной компанией» была проведена дальняя разведка месторождений нефти. Но вплоть до 1954 года на острове не было разрешено проводить подготовительную геологическую рекогносцировочную съёмку. 7 июля 1964 года на Барроу всё-таки были обнаружены месторождения нефти. Права на их разработки были предоставлены компании WAPET. С тех пор на острове было вырыто более 900 скважин, в 455 из которых на данный момент добывается ценная горючая маслянистая жидкость (в целом с 1967 года было получено 300 млн баррелей, что сделало остров крупнейшим местом добычи нефти в Австралии). В феврале 2000 года права собственности на разработку нефти на острове Барроу были переданы компании «Chevron». На острове также найдены месторождения природного газа.